# بریبورگ (ویرجینیای غربی)
بریبورگ (به انگلیسی: Berryburg) یک منطقهٔ مسکونی در ایالات متحده آمریکا است که در شهرستان باربر، ویرجینیای غربی واقع شده‌است.